# Monasterio de Santa María de Mave
El monasterio de Santa María, situado en el pueblo de Santa María de Mave (Palencia, Castilla y León destaca por su iglesia románica, la cual era parte integrante de un monasterio benedictino hasta la desamortización del siglo XIX. Hoy en día este monasterio está reconvertido en un establecimiento hotelero, gracias a la compra y recuperación de sus ruinas y restauración por parte de la familia Moral Rodríguez,actuales propietarios del monasterio, sin ninguna subvención pública, destinaron el monasterio para su conservación y uso hotelero denominado :El Convento de Mave, 
Actualmente, está considerado como BIC (Bien de Interés Cultural) (fue declarado Monumento histórico-artístico perteneciente al Tesoro Artístico Nacional mediante decreto de 3 de junio de 1931).

## Historia
Aunque no se conoce con certeza los primitivos orígenes del monasterio de Santa María de Mave, se sabe que era un monasterio de fundación muy antigua, y que, dada la importancia que tenía Mave ya en tiempos de los visigodos, no parece desacertada la idea de que hubiera una primitiva iglesia, sobre la cual, probablemente, se erigíera posteriormente el monasterio. Este, sería levantado casi con toda seguridad no mucho después de que Alfonso I de Asturias conquistase Mave a los árabes en el año 754, esto es, hacia la segunda mitad del siglo IX, época en que se repobló la zona, y además a sabiendas de que el monacato era repoblador y colonizador. 
A principios del año 1011 el conde soberano Sancho García fundó el Monasterio de San Salvador de Oña, al que anexiona como parte de su dote el monasterio de Santa María de Mave. Este monasterio de Oña, construido por el conde Sancho para su hija Trigridia, adoptó, el 30 de junio de 1033, a la muerte de esta, la regla de San Benito interpretada según la observancia de Cluny. 
El 5 de julio de 1121 la reina Urraca donó el monasterio de Santa María de Mave (que estaba en tierras de Aguilar de Campoo y era de patronato real) otra vez a Oña, después de algún año de separación. 
Ya bajo el reinado de Alfonso VIII, en 1192 Sancha Jiménez, hija de Jimeno Íñiguez, señor de los Cameros, donó a Oña todo su patrimonio y al hacerse beata, el abad de Oña le concedió en préstamo de por vida el monasterio de Santa María de Mave. Esta señora lo restauró –posiblemente con el dinero de la hacienda de Mave) y al parecer lo devolvió a Oña en 1208– cuando se hizo la nueva iglesia sobre la anterior que ya había, también románica, posiblemente del siglo XI (aunque hay un documento de 1293 en el cual se insta a doña Juana Gómez a dejar Mave para Oña a su muerte y a dar dinero para concluir las dos naves de la iglesia). 
El propietario de Santa María de Mave tenía generalmente cuatro monjes, y dependían de él otros siete monasterios próximos:
- San Juan de Gormaz
- Santa María de Domo David
- Santa Eulalia de Villela
- San Pedro de Valdecal
- Santa María de Mata Repudio
- San Juan de Monegro
- San Juan de Rebodello.

Las construcciones que quedan del convento denotan una gran reforma en el siglo XVII en la que se edificaron el actual claustro neoclásico, en sustitución del primitivo, así como el resto de las dependencias en las que todavía se ven algunos restos del antiguo monasterio. 
Siguió perteneciendo a Oña hasta 1835, año de la desamortización, y, posteriormente, quedó en la iglesia uno de los monjes como párroco.
El monasterio pasó a manos privadas comprado por el "marqués de Huidobro", después de su uso como cuadras,viviendas, cocheras, el monasterio cayó en ruina hasta ser adquirido por la familia Moral Rodríguez, quien lo restauró y convirtió en lo que hoy en día es un Hotel con encanto, galardonado con varios premios por su restauración y gestión. 
Un ejemplo de conservación y recuperación de patrimonio por parte de titulares privados

## Descripción
Es una iglesia románica de comienzos de la transición, construida entre los años 1200 y 1208. En uno de los sillares del hastial consta una inscripción, con la fecha de 1200, en años en vez de eras. 

### Planta

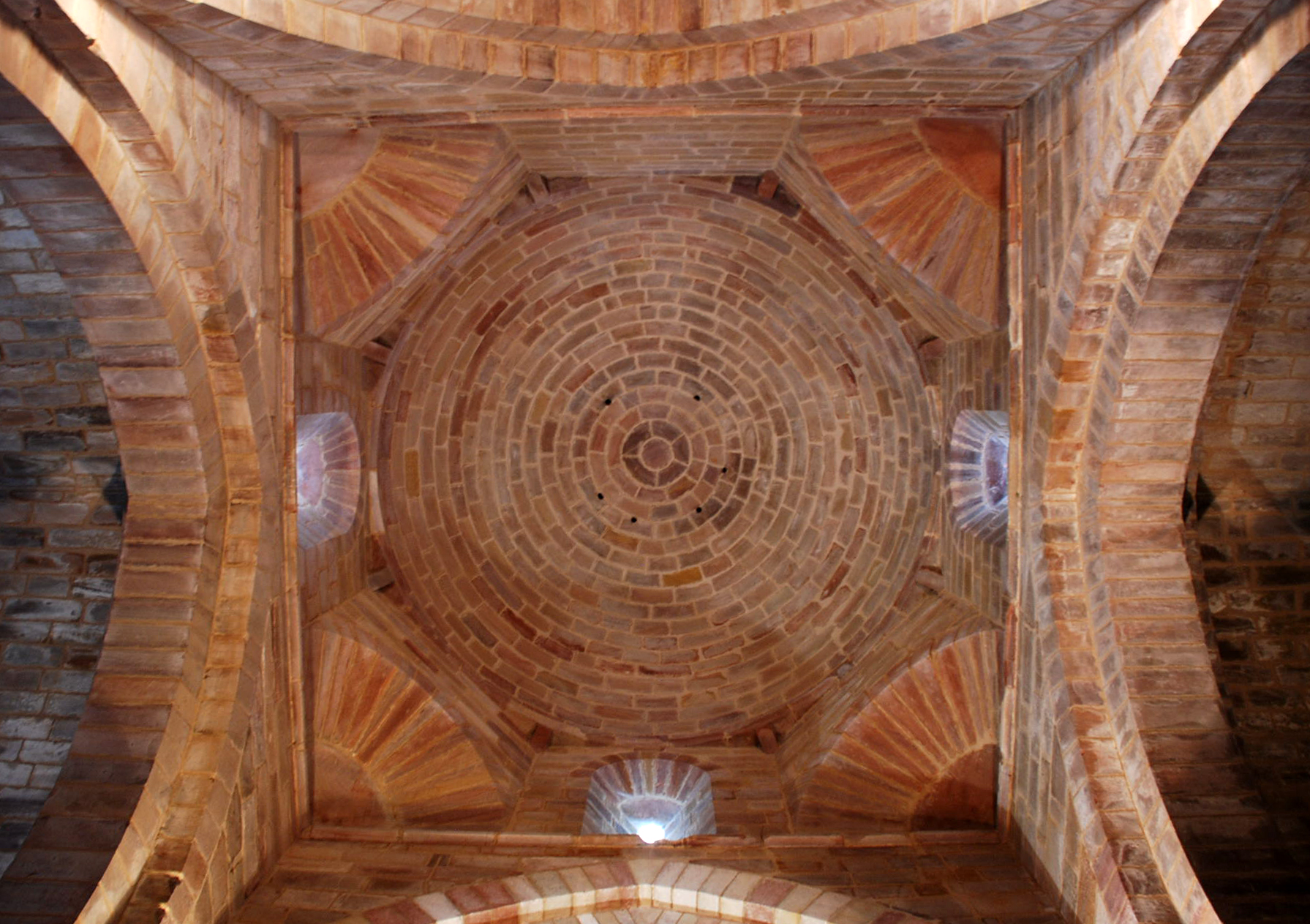
Cúpula semiesférica sobre linterna octogonal de trompas crónicas con trompillones lisos en el Monasterio de Santa María de Mave

Consta de tres naves de tres tramos cada una, crucero no señalado en planta y cabecera triple de ábsides semicirculares precedidos de tramo recto presbiterial. Lo más llamativo es la presencia de bóvedas de cañón apuntado perpendiculares al eje normal del templo, tanto en los extremos del crucero como en los dos primeros tramos de la nave meridional. 
El estilo denota una gran influencia borgoñona, en su original estructura de naves laterales con bóvedas de cañón de eje normal al del templo, implantada por los cistercienses. Es muy semejante a la iglesia de Neris (Allier). 
Los tres ábsides se cubren con bóveda de horno, y sus presbiterios con cañón apuntado. De este último tipo son las otras bóvedas de la iglesia. El crucero lo ocupa una cúpula semiesférica sobre linterna octogonal de trompas crónicas con trompillones lisos. La nave central, se aboveda con cañón apuntado sobre fajones. La separación de naves se hace por pilares cruciformes con medias columnas adosadas, formando así arcos apuntados doblados. Las bases sobre las que se apoyan las columnas se forman por alto plinto doble sobre el que carga un toro aplanado con lengüeta, y escocia fina cerrada con collarino. Los capiteles son muy uniformes y no muy decorados; poseen hojas anchas en los ángulos, lisas y sin decoración, que dejan en su juntura una piña o planta alargada. Los cimacios son también muy sencillos. La piedra utilizada es arenisca blanca (Weald local).

### Escultura

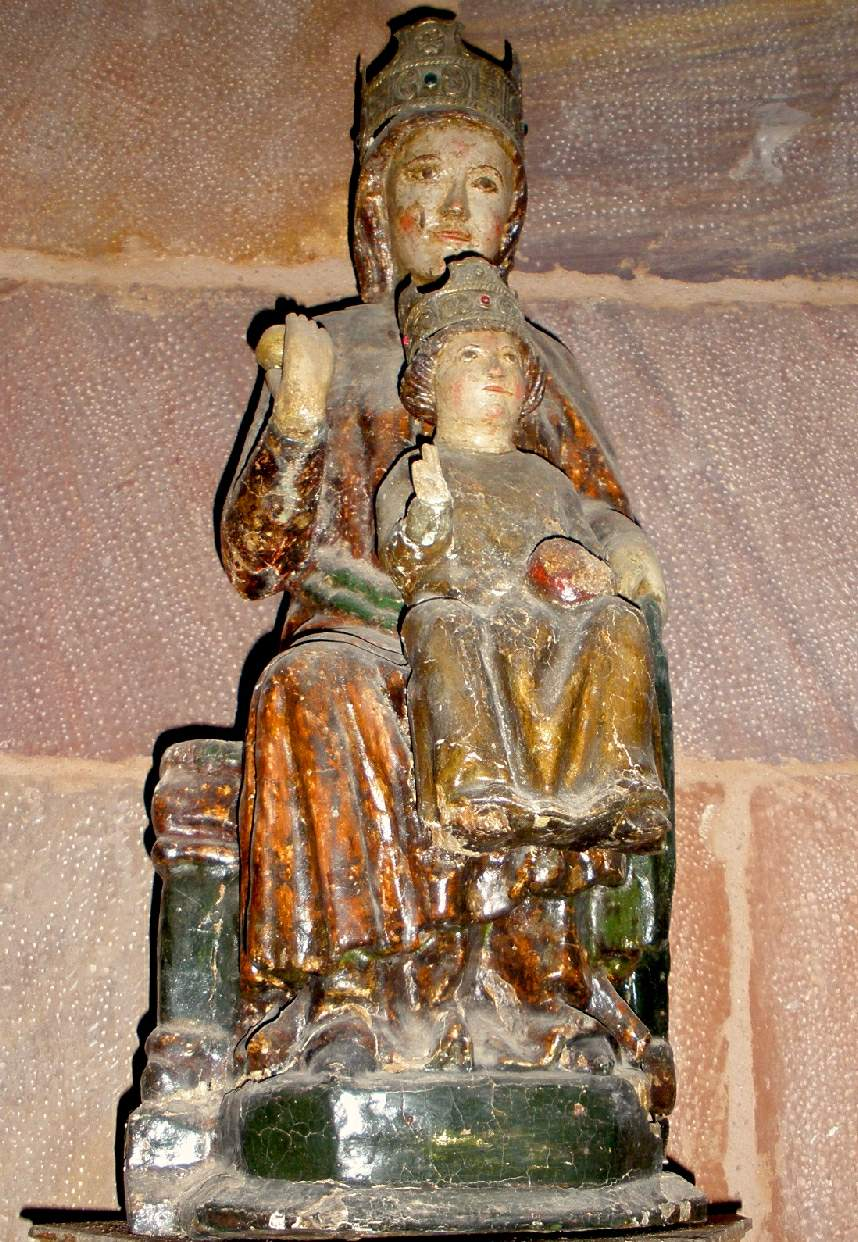
Imagen de la Virgen y el niño en la capilla del monasterio de Santa María de Mave

Lo más interesante del exterior es la portada del hastial, con arquivoltas formadas por baquetones, medias cañas y dientes de sierra nórdicos. Es muy probable que esta decoración, tan germánica, nos viniese a la región merced a estos canteros de inspiración francesa que levantan los más famosos monasterios palentinos. Apoyan estas archivoltas apuntadas en capiteles (muy semejantes a los de San Andrés de Arroyo) florales y de ángulos superiores voluminosos, con collarinos que se enlazan unos a otros formando como una banda pregótica. Las columnas son bastantes esbeltas y monolíticas. 
Los ábsides, al exterior, llevan contrafuertes que suben hasta la cornisa en el centro. Los ventanales no llevan columnas ni capiteles; son de arcos doblados y sencillos. Los canecillos son también muy simples, a base de hojas de palma, ocas con su pico vuelto, músicos con instrumentos, etc..

### Pintura
Conviene aclarar que las pinturas murales de las capillas absidiales son del siglo XIV o XI; y que la pila bautismal y el arco de entrada al patio de acceso de la iglesia son de principios del siglo XVI. 

### Mobiliario
En la capilla absidal de la Epístola había un valioso retablo-antipedio románico, contemporáneo con la erección del templo, de madera de nogal, policromado y dorado, con escenas de la vida de Cristo y María, muy interesante por ser uno de los primeros ejemplares de la retablística hispana; sin embargo, en la tercera década del siglo XX fue llevado al museo de la Catedral de Burgos, donde se exhibe hoy en día.